# آدریانا رودریگز
آدریانا رودریگز (انگلیسی: Adriana Rodrigues؛ زادهٔ ۹ مهٔ ۱۹۹۲) بازیکن فوتبال اهل ایالات متحده آمریکا است.

وی همچنین در تیم‌های ملی فوتبال Brazil women's national under-17 football team و زنان پرتغال بازی کرده‌است.